# クリスチャン・オルソン
クリスチャン・オルソン（Christian Olsson, 1980年1月25日 - ）は、スウェーデンの男子陸上競技選手である。2004年アテネオリンピック男子三段跳の金メダリストである。
オルソンは、三段跳の元室内世界記録保持者(17m83、2004年)である。
2007年8月に大阪市で開催された世界陸上に参加するために来日したものの、丸亀市での合宿の調整中に左太腿裏の肉離れが再発したため、世界陸上を欠場した。

## 主な実績
| 年   | 大会                           | 場所                         | 種目   | 結果 | 記録  |
| ---- | ------------------------------ | ---------------------------- | ------ | ---- | ----- |
| 2001 | 世界陸上選手権                 | エドモントン（カナダ）       | 三段跳 | 銀   | 17m47 |
| 2002 | ヨーロッパ室内陸上選手権       | ウィーン（オーストリア）     | 三段跳 | 金   | 17m54 |
| 2002 | ヨーロッパ陸上選手権           | ミュンヘン（ドイツ）         | 三段跳 | 金   | 17m53 |
| 2002 | グランプリファイナル           | パリ（フランス）             | 三段跳 | 金   | 17m48 |
| 2003 | 世界室内陸上選手権             | バーミンガム（イギリス）     | 三段跳 | 金   | 17m70 |
| 2003 | 世界陸上選手権                 | パリ（フランス）             | 三段跳 | 金   | 17m72 |
| 2003 | ワールドアスレチックファイナル | モンテカルロ（モナコ）       | 三段跳 | 金   | 17m55 |
| 2004 | 世界室内陸上選手権             | ブダペスト（ハンガリー）     | 三段跳 | 金   | 17m83 |
| 2004 | オリンピック                   | アテネ（ギリシャ）           | 三段跳 | 金   | 17m79 |
| 2004 | ワールドアスレチックファイナル | モンテカルロ（モナコ）       | 三段跳 | 金   | 17m66 |
| 2006 | ヨーロッパ陸上選手権           | イェーテボリ（スウェーデン） | 三段跳 | 金   | 17m67 |

## 自己ベスト
- 三段跳
  - 室内- 17m83 (2004年) 世界歴代2位
  - 屋外- 17m79 (2004年)
- 走高跳 - 2 m28
- 走幅跳 - 7 m71